# Шартран, Жан Иасент Себастьян
Жан Иасент Себастьян Шартран (22 января 1779, Каркассон — 22 мая 1816, Лилль) — французский военный, бригадный генерал (1813), один из военачальников, погибших в ходе Белого террора. Из 37 лет своей жизни, 22 года провёл на военной службе.

## Биография
Вступил в армию добровольцем 14-летним подростком в 1793 году. В годы революционных войн сражался на испанской границе, в Италии, в Голландии и на Рейне, был ранен при Биберахе. С 1803 года — в полку гвардейских пеших егерей. Участвовал в войнах Империи, был ранен в ногу в сражении с австрийцами при Эсслинге. Сражался в Испании, участвовал в Русском походе, в боях в Саксонии в 1813 году.
Произведён в полковники, переведён в линейную пехоту. Чин бригадного генерала получил через два месяца после чина полковника, за отличие в сражении при Кульме. Ранен под Дрезденом и попал в плен в составе корпуса маршала Сен-Сира. После поражения Наполеона, вернулся с другими пленными во Францию, назначения от Бурбонов не получил.
Во время Ста дней активно поддержал Наполеона, участвовал в усмирении роялистов (сторонников Бурбонов) на юге страны. В Бельгийской кампании командовал бригадой гвардейской лёгкой пехоты в соединении генерала Дюэма. Участвовал в сражении при Линьи; при Ватерлоо его полки проявили большое упорство, сдерживая появившиеся на поле боя прусские войска генерала фон Бюлова.

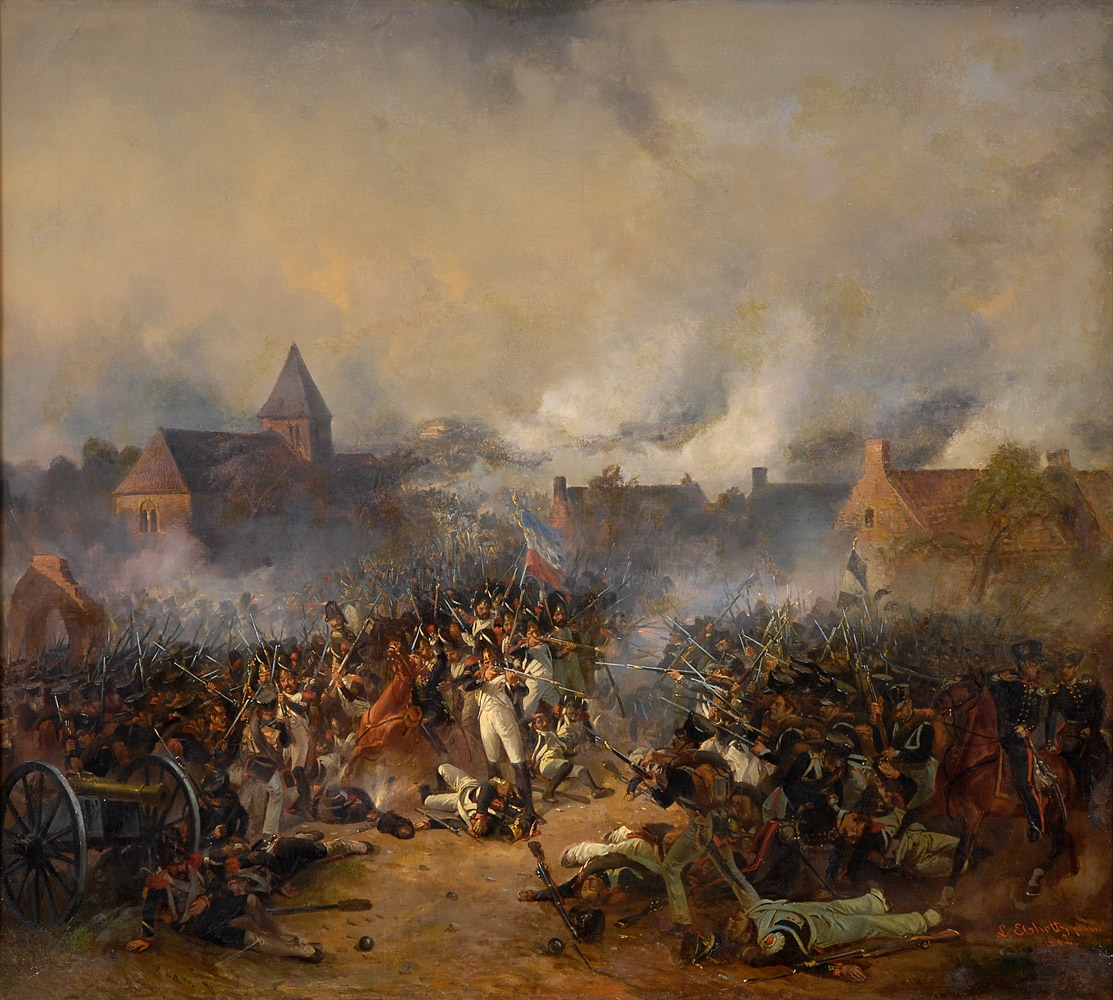
Бой за деревню Планшенуа в ходе сражения при Ватерлоо. Художник Людвиг Эльсгольц. Свежие батальоны Старой гвардии генерала Морана и Пеле (в высоких шапках со знаменем по центру картины) поддерживают обескровленные полки Молодой гвардии Шартрана и Ги под общим командованием Дюэма в рукопашном бою с наступающими пруссаками.

При второй Реставрации Бурбонов выслан в родной Каркассон. Без разрешения вернулся в Париж, был арестован и передан военному суду в Лилле, который приговорил его к расстрелу за измену Бурбонам, которым он присягал при первой Реставрации. Приговор приведён в исполнение во рву Лилльской крепости.
Генерал Шартран был одной из самых высокопоставленных жертв Белого террора — репрессивной политики Бурбонов и их приверженцев по отношению к лицам, преданным императору Наполеону. Казнь генерала Шартрана, наряду с казнью маршала Нея и бригадного генерала Лабедуайера, вызвали большой резонанс и возмущение в обществе. Наполеон завещал детям генерала Шартрана 150 тысяч франков.

## Награды
Легионер ордена Почётного легиона
 Офицер ордена Почётного легиона 

## Источник
- В.Н. Шиканов. «Генералы Наполеона». Биографический словарь. Москва, 2004 год, страница 210.